# Poul Vinding
 Ikke at forveksle med Povl Vinding.
Poul Vinding (født 8. september 1658 i København, død 27. marts 1712) var en dansk professor og dommer. 
Vinding var søn af Rasmus Vinding i hans andet ægteskab. Han blev indskrevet som akademisk borger ved universitetet 25. april 1675. Allerede et par år efter, i februar 1677, blev han designeret til universitetsprofessor, men foretog derefter en flerårig udenlandsrejse til Holland, England, Frankrig og Tyskland. 
Efter at være kommen hjem fra Strasburg 1681 holdt han en med stor anerkendelse modtaget disputation over Lukianos’ skrift om Peregrinos Proteus og blev straks derpå beskikket til professor i græsk sprog ved universitetet, hvilken post han beklædte til sin død; men samtidig gennemløb han ligesom sin fader en glimrende juridisk og politisk løbebane, i det han 1686 blev assessor i Hofretten og i kancelliet, 1688 assessor i Højesteret, 1693 justitsråd og endelig etatsråd 1706. Han var tillige et meget benyttet medlem i en række kommissioner. Han døde pludselig af et slagtilfælde den 27. marts 1712. 
Straks efter sin udnævnelse til professor ægtede han i 1682 Margrethe Sophie Bøgvad, en datter af Anders Bøgvad, kæmner ved Øresunds Toldkammer. Han ansås for sin tids bedste latinist i Danmark efter Ole Borch og har efterladt sig en række latinske mindetaler over fornemme og berømte afdøde (den svenske dronning Ulrikke Eleonore, prins Jørgen, Vilhelm Worm, grev Conrad Reventlow, Ole Borch). Allerede i sin studentertid holdt han ved kommunitetet forskellige endnu bevarede disputationer over filologiske emner.
Det af Vindings arbejder, som man synes at have sat mest pris på, var en kort oversigt over den græske litteraturs historie De variis linguæ Græcæ scriptoribus. Han inddelte den græske litteratur i fire perioder, som han betegnede efter årstidernes navne som Ver, Æstas, Autumnus, Hiems; de tre første dele udgav han i årene 1693, 1699, 1703, men den sidste del, hvori han havde villet omtale den byzantinske litteratur, så aldrig lyset. Værket har han villet indrette efter forbillede af Ole Borchs oversigt over den latinske litteratur. 
Rasmus Nyerup tilskriver også Vinding forfatterskabet til en græsk grammatik Grammaticæ Græcæ præcepta majora, som efter kongelig befaling udkom i København 1703; men bogen selv bærer dog ikke hans navn som forfatter eller udgiver. 
Vinding havde en søn, Rasmus Vinding den yngre, som blev kancelliråd og justitsråd og døde ugift i København 21. juni 1727; han var herre til Bistrupgård i Sjælland og syslede også lidt med græsk filologi, i det han 1702 udgav Euteknios’ prosaiske parafrase af Oppianos’ digt Ixeutica.